# Anne Löwenstein-Wertheim

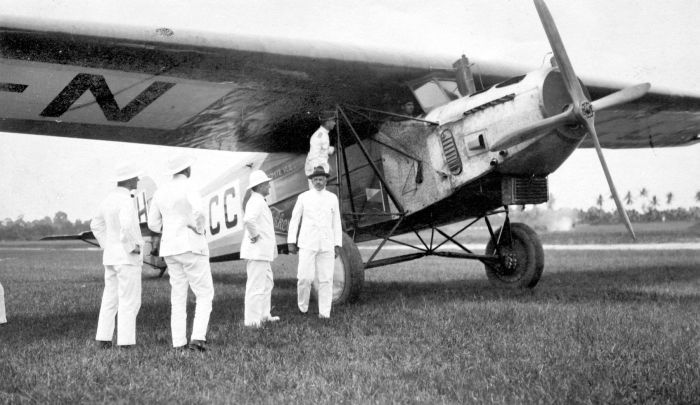
Fokker F.VIIa (Flugzeugtyp, der bei der versuchten Atlantiküberquerung Verwendung fand)

Anne Prinzessin zu Löwenstein-Wertheim-Freudenberg (* 25. Mai 1864 als Lady Anne Savile in Methley Park bei Leeds in West Yorkshire; verschollen am 31. August 1927 im Atlantik) war eine britische Flugpionierin.
Sie war eine Tochter des John Savile, 4. Earl of Mexborough, aus dessen zweiter Ehe mit Agnes Raphael. Am 15. April 1897 heiratete sie den deutschen Adligen Ludwig Prinz zu Löwenstein-Wertheim-Freudenberg († 1899). Die Ehe blieb kinderlos.
Zeit ihres Lebens unterstützte die begeisterte Hobby-Pilotin die wagemutigen Unternehmungen der frühen Fliegerinnen finanziell. Sie selbst versuchte wenige Monate nach Charles Lindbergh, den Atlantischen Ozean von England nach Amerika zu überfliegen. Sie war bereits 63 Jahre alt, als sie den Versuch startete. Erst wollte sie selbst fliegen, engagierte jedoch kurzfristig zwei Militärpiloten, Frederick F. Minchin und Leslie Hamilton. Am 31. August 1927 startete die einmotorige Fokker VIIa von RAF-Stützpunkt Upavon in Wiltshire. Seit dem Start gab es kein Lebenszeichen mehr von der Prinzessin und ihrer Mannschaft.